# Kurt Moll
Kurt Moll (* 11. April 1938 in Buir bei Kerpen; † 5. März 2017 in Köln) war ein deutscher Opernsänger (Bass) und wirkte unter anderem als Mitglied der Hamburgischen, Bayerischen und Wiener Staatsoper.

## Leben
Kurt Moll wurde in Buir im Rheinland geboren. Er lernte in seiner Jugend Gitarre und Cello und war Solist im Schulchor. Dann studierte er von 1958 bis 1961 an der Staatlichen Hochschule für Musik Köln und privat bei Emmy Müller in Krefeld. Mit 20 begann er seine berufliche Laufbahn an der Kölner Oper und wurde kurz darauf nach Aachen eingeladen. Darauf folgte das Mainzer Staatstheater und ein Vertrag als erster Bassist in Wuppertal.
Bei den Bayreuther Festspielen debütierte er 1967 in der Rolle des 2. Gralsritters in Parsifal. In den folgenden Jahren bis 1976 sang er dort weitere Rollen, wie den König Marke in Tristan und Isolde oder den Veit Pogner in Die Meistersinger von Nürnberg. Seinen internationalen Durchbruch hatte er 1970 bei den Salzburger Festspielen als Sarastro (Die Zauberflöte).
An der Bayerischen Staatsoper konnte Moll 1971 als Einspringer in der Rolle des Veit Pogner in Die Meistersinger von Nürnberg debütieren und trat von da an als Mitglied der Staatsoper an diesem Haus 35 Jahre lang in zahlreichen Rollen, vor allem im Wagner- und Mozartfach auf. 1972 hatte er sein Debüt an der Mailänder Scala als Osmin (Die Entführung aus dem Serail), 1974 sein USA-Debüt in San Francisco als Gurnemanz (Parsifal). An der Metropolitan Opera in New York trat er erstmals in der Saison 1979 auf und sang unter anderem den Rocco (Fidelio) und den Sparafucile (Rigoletto). Auch nach Hamburg (als Mitglied der Hamburgischen Staatsoper) und Wien (als Mitglied der Staatsoper) führte ihn seine Karriere. „Begehrt war Molls dunkel gefärbter, weich intonierter Bass, die Textverständlichkeit seines Singens, die Kunst des Legatogesangs und die kluge Klangdramaturgie von Stimme und Vortrag.“

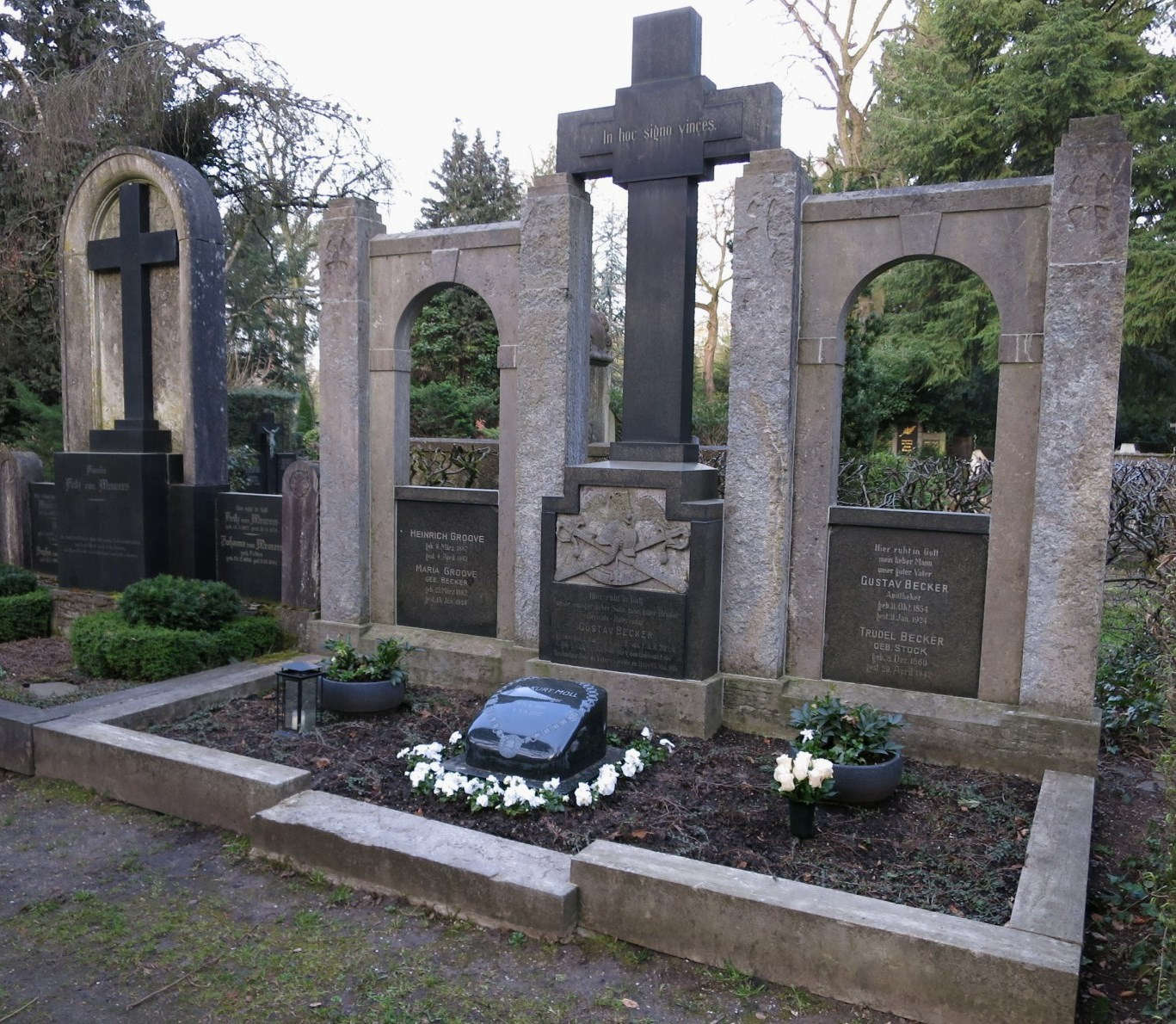
Grab auf dem Friedhof Melaten

In den 1990er-Jahren übernahm er eine Gesangsprofessur an der Kölner Musikhochschule.
Am 31. Juli 2006 verabschiedete sich Kurt Moll in der Rolle des Nachtwächters in Richard Wagners Die Meistersinger von Nürnberg bei den Münchner Opernfestspielen von der Opernbühne. Zuvor hatte er bekannt gegeben, dass er sich aus gesundheitlichen Gründen von der Opernbühne zurückziehen müsse.
Kurt Moll war katholisch, mit Ursula Moll, geborene Pade, verheiratet und hatte drei Kinder (Christine Moll, Thomas Moll und Susanne Lippke, geborene Moll). Moll wurde auf dem Kölner Zentralfriedhof Melaten in Flur 3 (N) beigesetzt.

## Ehrungen
Moll war Bayerischer, Hamburger und Österreichischer Kammersänger und Träger des Bayerischen Verdienstordens. 2002 erhielt er den Bayerischen Maximiliansorden für Wissenschaft und Kunst.

## Repertoire
Im Zentrum von Kurt Molls Repertoire standen die großen Basspartien von Mozart, Wagner und Strauss, doch sang er auch Basspartien von Carl Maria von Weber wie den Eremiten in Der Freischütz oder den Inquisitor in Sergei  Prokofjews Oper Der feurige Engel, op. 37.
Partien wie Osmin, Sarastro, Falstaff oder Gurnemanz hat Kurt Moll auch in Platten-Produktionen unter u. a. Georg Solti, James Levine, Herbert von Karajan, Wolfgang Sawallisch und Karl Böhm gesungen.
Kurt Moll war auch Liedersänger. Er nahm 1983 den Liederzyklus Winterreise von Franz Schubert mit Cord Garben als Begleiter am Klavier auf. Darüber hinaus nahm er mit demselben Klavierbegleiter 1996 auch 2 CDs mit Balladen von Carl Loewe im Rahmen einer Gesamtaufnahme aller Loewe-Lieder auf.

## Aufnahmen (Auswahl)
- Johann Sebastian Bach: Johannes-Passion, Dirigent: Wolfgang Gönnenwein, Consortium Musicum, 1978
- Johann Sebastian Bach: Kantaten Himmelfahrt-Pfingsten-Trinitatis, Dirigent: Karl Richter, Münchener Bach-Orchester, 1976
- Ludwig van Beethoven: Sinfonie Nr. 9 d-moll op. 125, Dirigent: Leonard Bernstein, Wiener Philharmoniker, 1980
- Ludwig van Beethoven: Missa solemnis D-Dur op. 123, Dirigent: Leonard Bernstein, Concertgebouw-Orchester, 1979
- Ludwig van Beethoven: Missa solemnis D-Dur op. 123, Dirigent: James Levine, Berliner Philharmoniker, 1992
- Ludwig van Beethoven: Messe in C-Dur op. 86, Dirigent: Colin Davis, London Symphony Orchestra, 1977
- Joseph Haydn: Die Schöpfung, Dirigent: Leonard Bernstein, Sinfonieorchester des Bayerischen Rundfunks, 1987 (auch DVD)
- Claudio Monteverdi: L'Incoronazione di Poppea , (Seneca), Dirigent: Ivor Bolton, Bayerisches Staatsorchester, 1997
- Wolfgang Amadeus Mozart: Don Giovanni (Komtur), Dirigent: Wolfgang Sawallisch, Bayerisches Staatsorchester, 1973
- Wolfgang Amadeus Mozart: Don Giovanni (Komtur), Dirigent: Georg Solti, London Philharmonic Orchestra, 1979
- Wolfgang Amadeus Mozart: Die Entführung aus dem Serail (Osmin), Dirigent: Karl Böhm, Staatskapelle Dresden, 1973
- Wolfgang Amadeus Mozart: Die Entführung aus dem Serail (Osmin), Dirigent: Wolfgang Sawallisch, Orchester der Mailänder Scala, 1993
- Wolfgang Amadeus Mozart: Le Nozze di Figaro (Bartolo), Dirigent: Georg Solti, London Philharmonic Orchestra, 1982
- Wolfgang Amadeus Mozart: Le Nozze di Figaro (Bartolo), Dirigent: Nikolaus Harnoncourt, Royal Concertgebouw Orchestra, 1994
- Wolfgang Amadeus Mozart: Die Zauberflöte (Sarastro), Dirigent: Wolfgang Sawallisch, Bayerisches Staatsorchester, 1972
- Wolfgang Amadeus Mozart: Die Zauberflöte (Sarastro), Dirigent: Alain Lombard, Philharmonisches Orchester Straßburg, 1978
- Wolfgang Amadeus Mozart: Die Zauberflöte (Sarastro), Dirigent: Colin Davis, Staatskapelle Dresden, 1984
- Wolfgang Amadeus Mozart: Die Zauberflöte (Sarastro), Dirigent: Georg Solti, Wiener Philharmoniker, 1991
- Wolfgang Amadeus Mozart: Große Messe in c-moll, Dirigent: James Levine, Wiener Philharmoniker, 1987
- Wolfgang Amadeus Mozart: Messe solennelle K. 139, Dirigent: Claudio Abbado, Wiener Philharmoniker, 1978
- Sergei Prokofjew: Der feurige Engel (Inquisitor), Dirigent: Neeme Järvi, Göteborger Symphoniker, 1990
- Franz Schubert: Winterreise, mit Cord Garben (Klavier), 1970
- Richard Strauss: Daphne (Peneios), Dirigent: Bernard Haitink, Sinfonieorchester des Bayerischen Rundfunks, 1983
- Richard Strauss: Elektra (Pfleger des Orest), Dirigent: Wolfgang Sawallisch, Sinfonieorchester des Bayerischen Rundfunks, 1969
- Richard Strauss: Friedenstag (Der Holsteiner), Dirigent: Wolfgang Sawallisch, Sinfonieorchester des Bayerischen Rundfunks, 1999
- Richard Strauss: Intermezzo (Der Hofmeister), Dirigent: Wolfgang Sawallisch, Sinfonieorchester des Bayerischen Rundfunks, 1980
- Richard Strauss: Der Rosenkavalier (Ochs von Lerchenau), Dirigent: Herbert von Karajan, Wiener Philharmoniker, 1984
- Richard Strauss: Der Rosenkavalier (Ochs von Lerchenau), Dirigent: Carlos Kleiber, Wiener Philharmoniker, 1994 (DVD)
- Richard Strauss: Salome (Erster Soldat), Dirigent: Karl Böhm, Philharmonisches Staatsorchester Hamburg, 1970
- Richard Wagner: Die Feen (Der Feenkönig), Dirigent: Wolfgang Sawallisch, Sinfonieorchester des Bayerischen Rundfunks, 1970
- Richard Wagner: Der fliegende Holländer (Daland), Dirigent: Herbert von Karajan, Berliner Philharmoniker, 1984
- Richard Wagner: Lohengrin (König Heinrich), Dirigent: Claudio Abbado, Wiener Philharmoniker, 1995
- Richard Wagner: Die Meistersinger von Nürnberg (Veit Pogner), Dirigent: Wolfgang Sawallisch, Bayerisches Staatsorchester, 1994
- Richard Wagner: Die Meistersinger von Nürnberg (Veit Pogner), Dirigent: Sir Georg Solti, Wiener Philharmoniker, 1976
- Richard Wagner: Parsifal (Gurnemanz), Dirigent: Herbert von Karajan, Berliner Philharmoniker, 1980
- Richard Wagner: Parsifal (Gurnemanz), Dirigent: Rafael Kubelik, Sinfonieorchester des Bayerischen Rundfunks, 1980
- Richard Wagner: Parsifal (Gurnemanz), Dirigent: James Levine, Orchester der Metropolitan Opera, 1990 (DVD)
- Richard Wagner: Parsifal (Gurnemanz), Dirigent: James Levine, Orchester der Metropolitan Opera, 1991
- Richard Wagner: Der Ring des Nibelungen
  - Das Rheingold (Fasolt), Dirigent: James Levine, Orchester der Metropolitan Opera, 1988
  - Das Rheingold (Fafner), Dirigent: Wolfgang Sawallisch, Bayerisches Staatsorchester, 1989
  - Die Walküre (Hunding), Dirigent: Marek Janowski, Staatskapelle Dresden, 1981
  - Die Walküre (Hunding), Dirigent: James Levine, Orchester der Metropolitan Opera, 1988 (auch DVD)
  - Die Walküre (Hunding), Dirigent: Wolfgang Sawallisch, Bayerisches Staatsorchester, 1989
  - Siegfried (Fafner), Dirigent: James Levine, Orchester der Metropolitan Opera, 1991
  - Siegfried (Fafner), Dirigent: Wolfgang Sawallisch, Bayerisches Staatsorchester, 1989
- Richard Wagner: Tannhäuser (Landgraf Hermann), Dirigent: Bernard Haitink, Sinfonieorchester des Bayerischen Rundfunks, 1985
- Richard Wagner: Tristan und Isolde (König Marke), Dirigent: Carlos Kleiber, Staatskapelle Dresden, 1986
- Richard Wagner: Tristan und Isolde (König Marke), Dirigent: Zubin Mehta, Bayerisches Staatsorchester, 1999 (DVD)
- Carl Maria von Weber: Der Freischütz (Eremit), Dirigent: Rafael Kubelik, Sinfonieorchester des Bayerischen Rundfunks, 1984
- Carl Maria von Weber: Der Freischütz (Eremit), Dirigent: Colin Davis, Staatskapelle Dresden, 1991
- Carl Maria von Weber: Der Freischütz (Eremit), Dirigent: Nikolaus Harnoncourt, Berliner Philharmoniker, 1995

## Schüler (Auswahl)
- Georg Heckel, Jochen Schmeckenbecher, Kay Stiefermann, Daniel Lewis Williams, Judith Williams, Martin Wistinghausen, Loretta Wollenberg.

## Filmografie
- Kurt Moll – Ein Mann, ein Bass. Porträt, Deutschland 2000, 60 Min., Buch und Regie: Eckhart Schmidt, Produktion: Raphaela Film GmbH mit Preview Release GmbH in Koproduktion mit dem Bayerischen Rundfunk